# Bjuvs sparbank
Bjuvs sparbank var en svensk sparbank i Bjuv, 1884–1980.

## Historik
Bjufs sparbank grundades som sparbank för Bjuv och kringliggande socknar och fick sitt reglemente fastställt den 14 maj 1884. Dess första ordförande var disponent Wadstein vid Bjuvs gruva.
Billesholms sparbank i närbelägna Billesholm öppnade 1904 efter att ha fått sitt reglemente fastställt den 23 maj 1903. Denna sparbank hade återkommande ekonomiska problem stängdes tillfälligt av länsstyrelsen 1923. Efter nedläggningen av gruvdriften i Billesholm fick banken åter ekonomiska problem och i maj 1935 likviderades denna sparbank. Som ersättning öppnade Bjuvs sparbank ett avdelningskontor i Billesholm. Kontoret i Billesholm stängdes av Swedbank år 2006.
Bjuvs sparbank uppgick år 1980 i Sparbanken Västra Skåne. Den uppgick i sin tur 1984 i Sparbanken Skåne som numera är en del av Swedbank.
Den 27 december 2019 stänger Swedbank kontoret i Bjuv vilket lämnar Bjuvs kommun utan bankkontor. Kunderna hänvisades istället till Åstorp eller Helsingborg.